# 崔江姬
崔江姬（韓語：최강희，1977年5月5日—），韓國女演員。

## 演出作品

### 電視劇
| 年份   | 電視台 | 劇名                   | 角色                   |
| 1999年 | KBS    | 《學校》               | 李旻載                 |
| 1999年 | KBS    | 《愛我好不好》         | 成軒                   |
| 2001年 | SBS    | 《神話》               |                        |
| 2002年 | MBC    | 《孟家的全盛時代》     |                        |
| 2003年 | SBS    | 《酒之國》             |                        |
| 2004年 | MBC    | 《紅豆麵包》           | 韓佳蘭                 |
| 2005年 | MBC    | 《蠢蠢欲動的心》       |                        |
| 2005年 | MBC    | 《我們應對離別的方式》 | 金健英                 |
| 2007年 | MBC    | 《謝謝》               | 車知敏（客串）         |
| 2008年 | SBS    | 《我的甜蜜都市》       | 吳恩秀                 |
| 2011年 | SBS    | 《守護老闆》           | 盧恩雪                 |
| 2013年 | MBC    | 《七級公務員》         | 金書媛／金正媛／金慶子 |
| 2015年 | tvN    | 《Heart to Heart》     | 車紅桃／車英芝／吳英萊 |
| 2015年 | MBC    | 《華麗的誘惑》         | 申恩秀                 |
| 2017年 | KBS    | 《推理的女王》         | 劉雪玉                 |
| 2017年 | JTBC   | 《韓汝凜的回憶》       | 韓汝凜                 |
| 2018年 | KBS    | 《推理的女王2》        | 劉雪玉                 |
| 2018年 | KBS    | 《白晝之戀》           | 金良熙                 |
| 2020年 | SBS    | 《Good Casting》       | 白燦美／白玫瑰         |
| 2021年 | KBS    | 《你好？是我！》       | 潘哈妮                 |

### 電影
| 年份   | 片名                           | 角色   | 备注       |
| 1998年 | 《》                           | 尹在怡 |            |
| 2000年 | 《幸福的殡仪师》               | 小花   |            |
| 2001年 | 《》                           | 素香   |            |
| 2005年 | 《                             |        |            |
| 2006年 | 《》                           | 李美娜 |            |
| 2007年 | 《花美男连锁恐怖事件》         |        | 特别出演   |
| 2007年 | 《我的愛》                     | 珠媛   |            |
| 2009年 | 《愛子》                       | 朴爱子 |            |
| 2010年 | 《》                           |        | 友情出演   |
| 2010年 | 《》                           | 多琳   |            |
| 2013年 | 《》                           | 姜美娜 |            |
| 2014年 | 《那个人，那份爱情，那个世界》 |        | 纪录片旁白 |
| 2015年 | 《她的传说》                   | 有珍   | 短篇电影   |
| 2019年 | 《柳烈的音樂專輯》             |        | 声音出演   |

### MV
- 1998年：Adam《如果可以》
- 1998年：Uptown《Olla Olla》
- 2002年：孫成勳《愛著你》（與金正旭）
- 2004年：K《走》（與朴藝珍）
- 2004年：K《第一次》
- 2004年：3Boys《花花公子》

### 照片集
Choi Gang-Hee， A Little Child's Little Happiness, 2009-10-05，ISBN 978-895-460-885-5  

## 電台節目
- 2004-200年、2011年：KBS Cool FM《提高音量（朝鲜语：볼륨을 높여요）》
- 2011-2012年：KBS Cool FM《午夜飛行（朝鲜语：야간비행 (라디오 프로그램)）》
- 2023年—：CBS《电影音乐》[4]

## 外部連結
- 崔江姬的Instagram帳戶
- 崔江姬在NAVER上的资料
- 崔江姬在Daum上的资料